# Paveletskaja (metrostation Moskou, Koltsevaja-lijn)
Paveletskaja (Russisch: Павелецкая uitspraakⓘ) is een station aan de Koltsevaja-lijn van de Moskouse metro.
Het station werd geopend als onderdeel van het eerste deel van de ringlijn (Koltsevaja). In de beginjaren van de ringlijn had deze geen eigen depot en was er sprake van een eilandbedrijf. Het materieel was ondergebracht in het depot van Sokol en kon via een verbindingslijn tussen Novokoeznetskaja en Paveletskaja de ringlijn bereiken. Deze verbindingslijn komt iets ten westen van Paveletskaja uit op de ringlijn, zodat het materieel destijds via Paveletskaja werd aan en afgevoerd. Het thema is de Wolgaregio en de landbouwmotieven zijn terug te vinden op de pylonen en in de toegangshal.

## Galerij

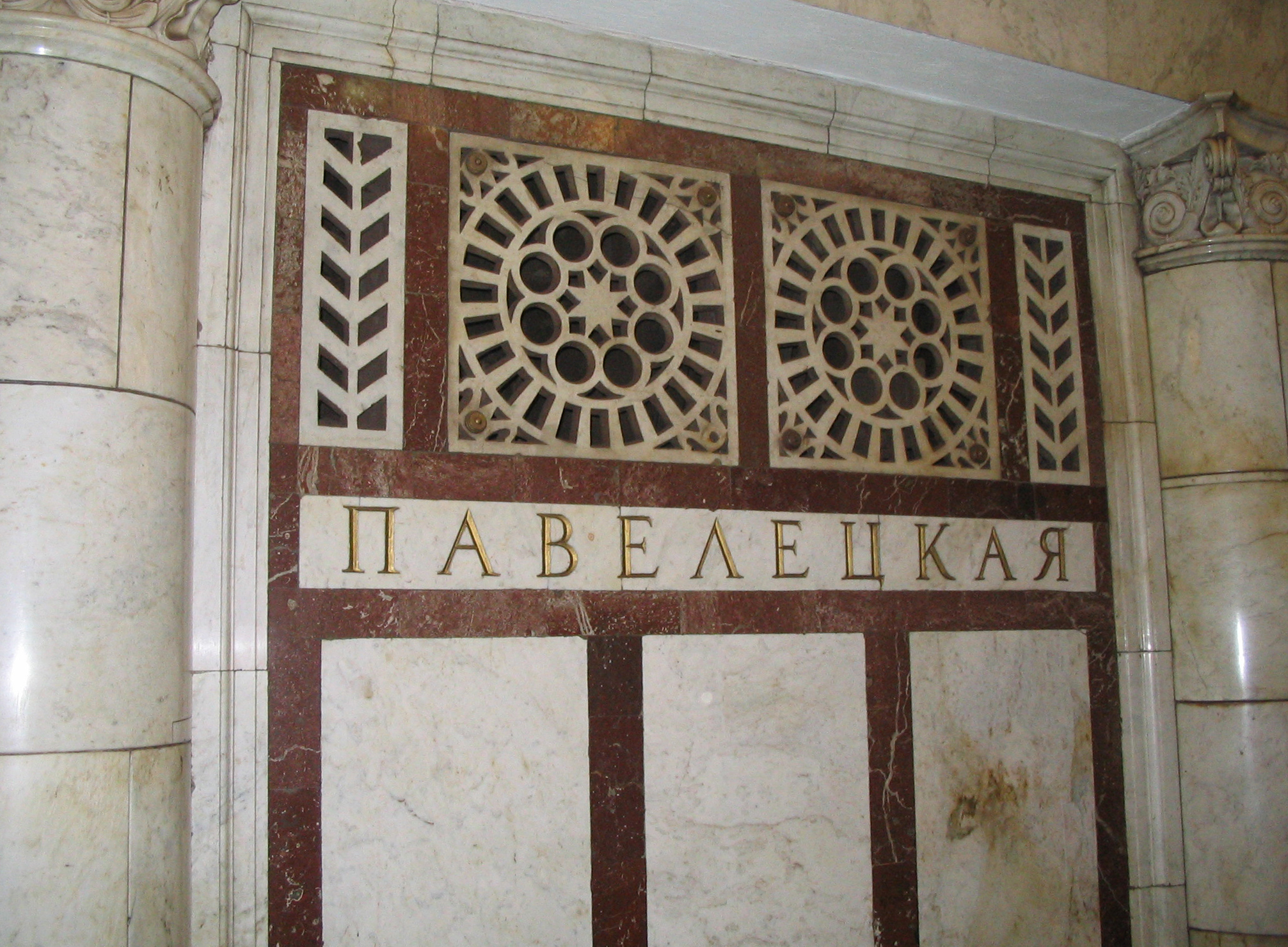
Detail van een pyloon met korenaar en bloemmotief
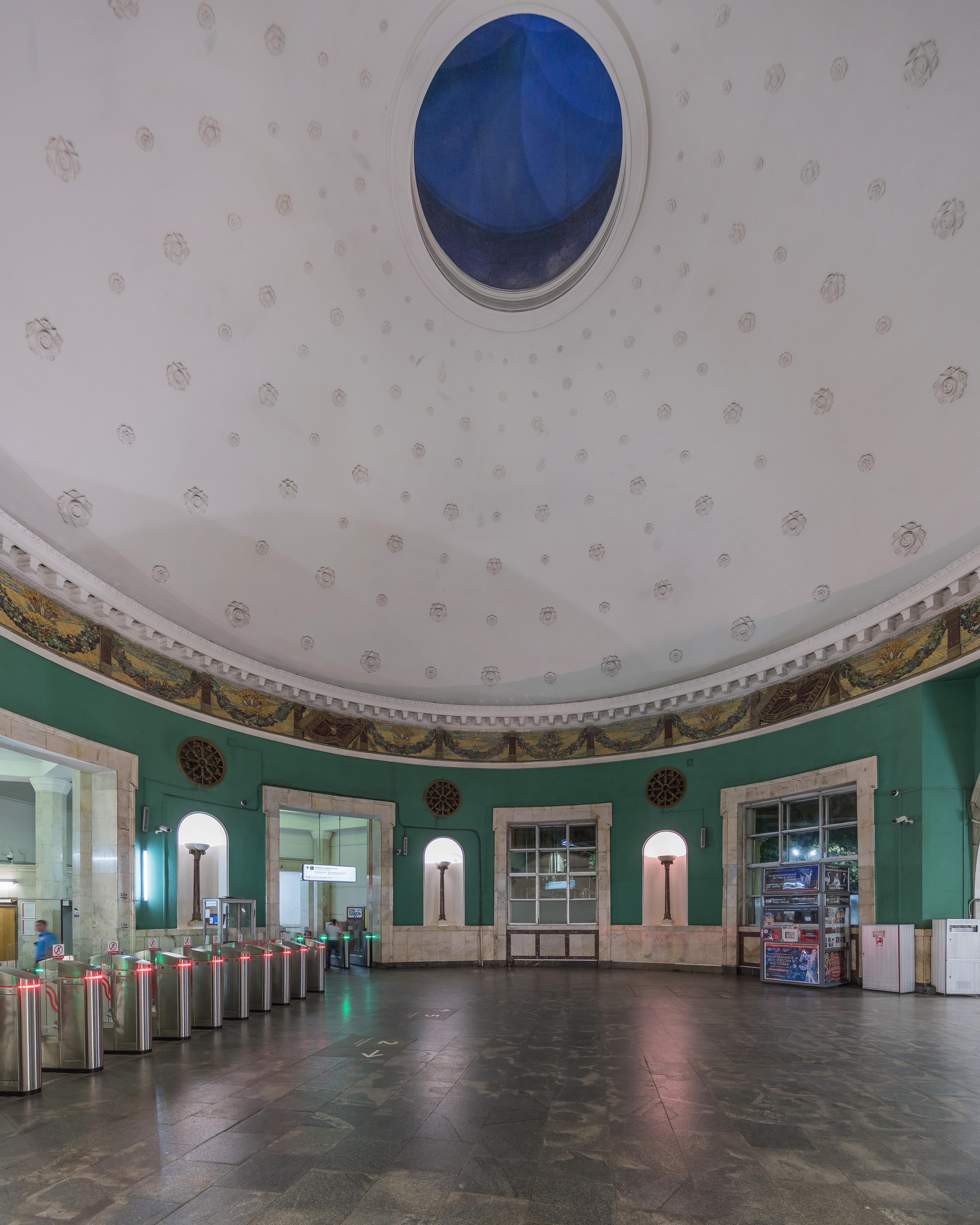
Toegangshal
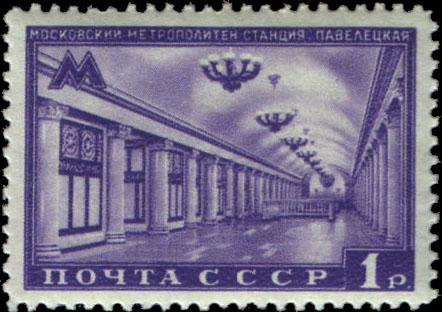
Postzegel uitgegeven ter gelegenheid van de opening